# In Your Area World Tour
L'In Your Area World Tour (conosciuto anche come Blackpink World Tour [In Your Area]) è stato il primo tour mondiale del girl group sudcoreano Blackpink, a supporto dei loro EP Square Up (2018) e Kill This Love (2019).

## Annuncio

### Blackpink 2018 Tour [In Your Area] Seoul x BC Card

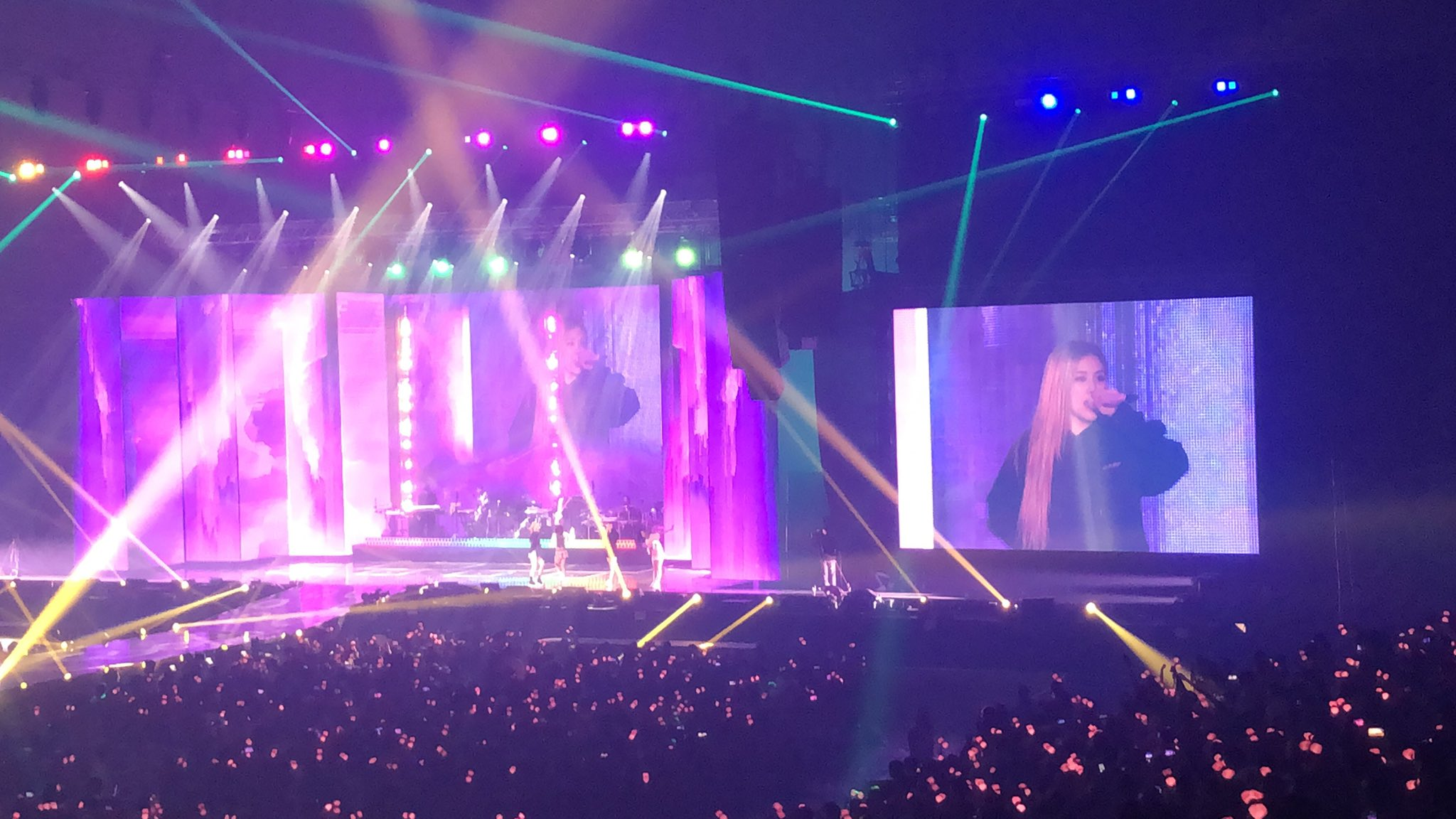
Vista del palco a Seul

Il 12 settembre 2018 fu annunciato che il gruppo avrebbe tenuto il proprio primo concerto a Seul, intitolato Blackpink 2018 Tour [In Your Area] Seoul × BC Card, in programma per l'11 e il 12 novembre presso l'Olympic Gymnastics Arena. Il titolo del tour, In Your Area, fu scelto direttamente dalle stesse componenti del gruppo. I biglietti in prevendita furono resi disponibili il 14 settembre esclusivamente ai membri del fan club tramite la piattaforma Auction Ticket, mentre la vendita al pubblico iniziò il 18 settembre. Ciascun componente del gruppo partecipò attivamente alla definizione delle idee e dei contenuti dello spettacolo. Tutti i 20 000 biglietti messi a disposizione per le due date andarono esauriti in breve tempo.
Il 30 agosto successivo, le Blackpink hanno pubblicato un album live composto da 14 tracce che è stato registrato durante i due show, Blackpink 2018 Tour 'In Your Area' Seoul.

### Blackpink 2019–2020 World Tour [In Your Area]

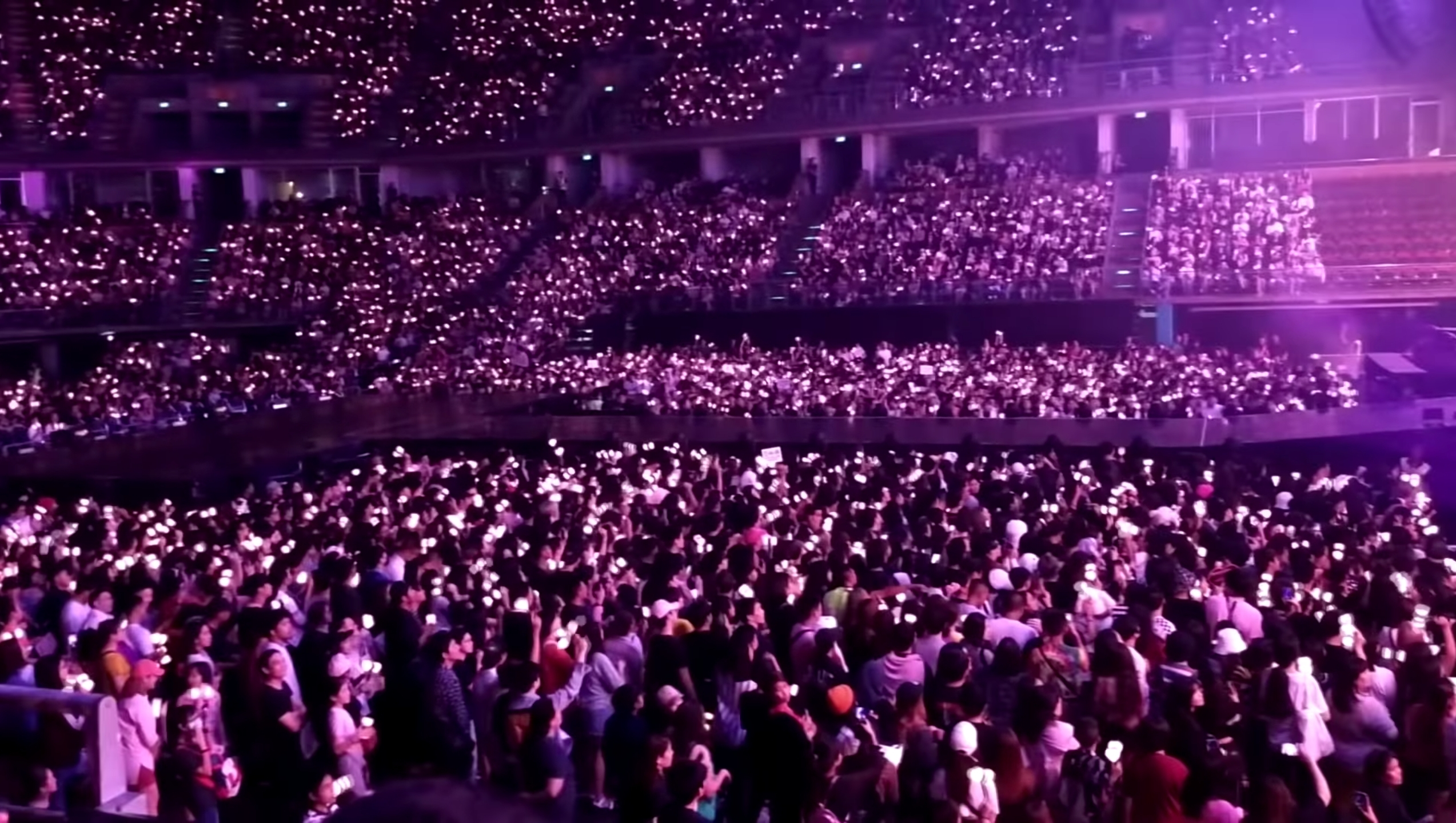
Vista del pubblico a Bangkok

Il 31 ottobre 2018, le Blackpink annunciarono le prime date per la tappa asiatica del loro tour, con concerti previsti a Bangkok, Giacarta, Manila, Singapore e Kuala Lumpur, a partire dalla metà di gennaio 2019. Il 28 gennaio 2019 furono rese ufficiali le date e le sedi per la tappa europea, che ebbe inizio ad Amsterdam il 18 maggio 2019. L'11 febbraio 2019, il gruppo comunicò tramite i propri canali social le date della tappa nordamericana, che prese il via a Los Angeles il 17 aprile, inserita tra i due weekend del festival di Coachella, a cui le Blackpink parteciparono. Il 22 febbraio dello stesso anno fu annunciato il tutto esaurito per i 60 000 biglietti disponibili per gli spettacoli in America del Nord. Il 25 febbraio 2019 furono infine annunciate le date per la tappa australiana del tour. La Kia Motors fu lo sponsor ufficiale dell'intera tournée.
Il 15 aprile, il gruppo annunciò quattro concerti in tre città del Giappone, a partire dal 4 dicembre 2019 al Tokyo Dome, uno degli stadi coperti più grandi in suolo nipponico. Il 22 gennaio 2020 fu reso noto che l'ultimo show del tour, tenutosi al Fukuoka Dome, sarebbe stato trasmesso in diretta in 96 cinema in Giappone. Dalle esibizioni giapponesi fu tratto un album live, pubblicato il 6 maggio 2020 insieme al DVD e in Blu-ray Disc del concerto al Tokyo Dome, intitolato Blackpink 2019–2020 World Tour In Your Area – Tokyo Dome –.

## Sinossi
Lo spettacolo inizia con un montaggio di un cubo di Rubik. Il cubo poi esplode in glitter rosa e fumo mentre il gruppo sale sul palco per eseguire Ddu-Du Ddu-Du in abiti rosa chiaro. Su piattaforme sopraelevate, le Blackpink si esibiscono con Forever Young davanti a uno sfondo simile allo spazio. Dopo aver eseguito le due strofe e il secondo ritornello sul palco principale, le Blackpink tornano sulle pedane rialzate con i ballerini per cantare la parte finale della canzone. Il gruppo quindi saluta il pubblico e si presenta sul palco principale, eseguendo Stay sulle sedie e camminando verso il palco B durante il ritornello finale. Sul palco B, il gruppo inizia a cantare Whistle prima di essere accompagnato dai ballerini e tornare sul palco principale alla fine. Il gruppo lascia il palco per un cambio di costume.
A seconda della tappa del tour, l'ordine delle esibizioni da solista cambia. Nella prima tappa asiatica, inizia Jisoo, cantando una cover di Clarity di Zedd su una piattaforma di palle da discoteca. È seguita da Lisa, che balla su un medley di canzoni, sia da sola che con ballerini. A Seoul, Lisa si è esibita con I Like It, Faded e Attention; il numero di ballo è cambiato con Take Me e Swalla dal primo spettacolo di Bangkok in poi. Rosé è la terza, salendo sul palco con Dante Jackson dei The Band Six al piano per cantare un medley di cover di Let It Be dei The Beatles, You & I di Park Bom e Only Look At Me di Taeyang. A partire dal 17 aprile 2019, Rosé apre le esibizioni da solista al posto di Jisoo. L'ultimo membro ad esibirsi come solista è Jennie con il suo singolo Solo insieme ai suoi ballerini. La Band Six suona un intermezzo dopo che Jennie torna nel backstage per il suo cambio di costume. I numeri dei set da solista della maggior parte dei membri sono cambiati per la tappa finale in Giappone: Rosé con una cover di Someone You Loved di Lewis Capaldi, Lisa con una coreografia su un medley di Good Thing e Señorita, e Jisoo con una cover di How Can I Love the Heartbreak, You're One I Love degli AKMU.
Dopo l'uscita del loro EP Kill This Love, il gruppo ha inaugurato il segmento successivo dello spettacolo con la potente performance dell'omonimo brano. La schermata principale presenta diverse scene del video musicale ufficiale della canzone come sfondo. Durante il beat drop finale, le Blackpink vengono affiancate da un gruppo di ballerini in costumi ispirati alle bande musicali, che poi lasciano il palco mentre il gruppo prosegue con Don't Know What to Do. Il gruppo quindi interagisce con il pubblico. Successivamente viene eseguito Kiss and Make Up, con ogni membro in piedi su piattaforme rialzate mobili mentre lo schermo mostra motivi e immagini tropicali. La Band Six e i ballerini tornano poi sul palco principale per accompagnare le Blackpink in Really e See U Later.
Il quartetto, con costumi scintillanti, torna sul palco dal basso ed esegue Playing with Fire con un'ambientazione simile a un cancello sullo schermo. Lo sfondo cambia in una grafica simile a un caleidoscopio mentre il gruppo canta Kick It. Si spostano sul palco B ed eseguono le ultime due canzoni, Boombayah e As If It's Your Last, dopo una breve interazione con il pubblico.

### Encore
Per l'encore, il gruppo riappare sul palco in abiti casual per eseguire una versione remixata del brano Ddu-Du Ddu-Du. Il gruppo presenta al pubblico i membri della band itinerante e i ballerini e li ringrazia prima di godersi un'esibizione strumentale dei Band Six. Solo il gruppo rimane sul palco dopo per cantare la canzone finale, Hope Not; salutano il pubblico prima di lasciare il palco.

## Successo commerciale
L'In Your Area World Tour è diventato il tour di maggior successo di un gruppo femminile coreano nella storia. Ha registrato un tasso di occupazione dei posti del 96,6% per i primi 32 concerti, esclusi i concerti in Giappone. Tra questi, 22 concerti in città tra cui Bangkok, Giacarta, Manila, Singapore, Kuala Lumpur, Los Angeles, Chicago, Hamilton, Newark, Atlanta, Fort Worth, Londra, Parigi, Macao e Melbourne sono stati esauriti. Anche tutti e quattro i concerti per la tappa giapponese sono stati esauriti.

## Scaletta
Scaletta per i due spettacoli a Seul
1. Ddu-Du Ddu-Du
2. Forever Young
3. Stay (remix)
4. Sure Thing
5. Whistle
6. Clarity (di Zedd) (assolo di Jisoo)
7. I Like It / Faded / Attention (assolo di danza di Lisa)
8. Let It Be / You & I / Only Look At Me (assolo di Rosé)
9. Solo (assolo di Jennie)
10. Kiss and Make Up
11. So Hot (delle Wonder Girls)
12. Really
13. See U Later
14. Playing with Fire
15. 16 Shots
16. Boombayah
17. As If It's Your Last

Encore
1. Whistle (remix)
2. Ddu-Du Ddu-Du
3. Stay

Scaletta per gli spettacoli in Asia
1. Ddu-Du Ddu-Du
2. Forever Young
3. Stay (remix)
4. Whistle
5. Clarity (di Zedd) (assolo di Jisoo)
6. Take Me / Swalla (assolo di danza di Lisa)
7. Let It Be / You & I / Only Look At Me (assolo di Rosé)
8. Solo (assolo di Jennie)
9. Kiss and Make Up
10. So Hot (delle Wonder Girls)
11. Playing with Fire
12. Really
13. See U Later
14. 16 Shots
15. Boombayah
16. As If It's Your Last

Encore
1. Ddu-Du Ddu-Du
2. Stay

Scaletta per gli spettacoli in America del Nord, Europa e Oceania
1. Ddu-Du Ddu-Du
2. Forever Young
3. Stay (remix)
4. Whistle
5. Let It Be / You & I / Only Look At Me (assolo di Rosé)
6. Take Me / Swalla (assolo di danza di Lisa)
7. Clarity (di Zedd) (assolo di Jisoo)
8. Solo (assolo di Jennie)
9. Kill This Love
10. Don't Know What to Do
11. Kiss and Make Up
12. Really
13. See U Later
14. Playing with Fire
15. Kick It
16. Boombayah
17. As If It's Your Last

Encore
1. Ddu-Du Ddu-Du (remix)
2. Hope Not

Scaletta per gli spettacoli in Giappone
1. Ddu-Du Ddu-Du
2. Forever Young
3. Stay
4. Whistle
5. Someone You Loved (di Lewis Capaldi) (assolo di Rosé)
6. Good Thing / Señorita (assolo di danza di Lisa)
7. How can I love the heartbreak, you're the one I love (degli AKMU) (assolo di Jisoo)
8. Solo (assolo di Jennie)
9. Kill This Love
10. Don't Know What to Do
11. Kiss and Make Up
12. Really
13. See U Later
14. Playing with Fire
15. Kick It
16. Boombayah
17. As If It's Your Last

Encore
1. Ddu-Du Ddu-Du (remix)
2. Whistle (versione acustica)
3. Hope Not

### Variazioni scaletta e curiosità
- Durante lo spettacolo a Los Angeles, il gruppo ha eseguito la versione acustica di Whistle invece della versione originale. Durante l'encore, hanno cantato Stay al posto di Hope Not.
- Durante il primo spettacolo a Newark, Dua Lipa si è unita insieme alle Blackpink per cantare Kiss and Make Up.[15]
- Durante il concerto a Manchester, le Blackpink hanno apportato alcune modifiche alle loro performance in segno di rispetto per il secondo anniversario dell'attentato di Manchester del 22 maggio 2017 alla Manchester Arena. In particolare, Ddu-Du Ddu-Du è stato rimosso dalla scaletta, mentre i testi di Whistle e la coreografia di Kill This Love sono stati adattati. Durante l'encore, il gruppo ha dedicato Stay alle vittime e a tutte le persone coinvolte nell'attacco, aggiungendo inoltre una seconda esibizione di Don’t Know What To Do.[16]
- Durante gli spettacoli a Melbourne e Sydney, Rosé ha cantato Coming Home durante il suo assolo.
- Durante lo spettacolo a Sydney, Stay è stata aggiunta all'encore.

## Date del tour
| Data             | Città        | Stato         | Luogo                           | Biglietti venduti / Biglietti disponibili | Incasso     |
| Asia             | Asia         | Asia          | Asia                            | Asia                                      | Asia        |
| ---------------- | ------------ | ------------- | ------------------------------- | ----------------------------------------- | ----------- |
| 10 novembre 2018 | Seul         | Corea del Sud | Olympic Gymnastics Arena        | 21 125                                    | $1 865 309  |
| 11 novembre 2018 | Seul         | Corea del Sud | Olympic Gymnastics Arena        | 21 125                                    | $1 865 309  |
| 11 gennaio 2019  | Bangkok      | Thailandia    | IMPACT Arena                    | 29 241                                    | $4 231 009  |
| 12 gennaio 2019  | Bangkok      | Thailandia    | IMPACT Arena                    | 29 241                                    | $4 231 009  |
| 13 gennaio 2019  | Bangkok      | Thailandia    | IMPACT Arena                    | 29 241                                    | $4 231 009  |
| 19 gennaio 2019  | Giacarta     | Indonesia     | Indonesia Convention Exhibition | 16 260                                    | $2 160 298  |
| 20 gennaio 2019  | Giacarta     | Indonesia     | Indonesia Convention Exhibition | 16 260                                    | $2 160 298  |
| 26 gennaio 2019  | Hong Kong    | Hong Kong     | AsiaWorld–Arena                 | 9 690                                     | $1 331 229  |
| 2 febbraio 2019  | Pasay        | Filippine     | Mall of Asia Arena              | 8 469                                     | $1 651 297  |
| 15 febbraio 2019 | Singapore    | Singapore     | Singapore Indoor Stadium        | 8 076                                     | $1 380 122  |
| 23 febbraio 2019 | Kuala Lumpur | Malaysia      | Malawati Indoor Stadium         | 15 504                                    | $2 133 735  |
| 24 febbraio 2019 | Kuala Lumpur | Malaysia      | Malawati Indoor Stadium         | 15 504                                    | $2 133 735  |
| 3 marzo 2019     | Taipei       | Taiwan        | NTSU Arena                      | 8 774                                     | $1 211 700  |
| America del Nord |              |               |                                 |                                           |             |
| 17 aprile 2019   | Los Angeles  | Stati Uniti   | The Forum                       | 15 000                                    | $1 876 188  |
| 24 aprile 2019   | Chicago      | Stati Uniti   | Allstate Arena                  | 11 417                                    | $1 815 062  |
| 27 aprile 2019   | Hamilton     | Canada        | FirstOntario Centre             | 10 704                                    | $1 434 093  |
| 1º maggio 2019   | Newark       | Stati Uniti   | Prudential Center               | 20 000                                    | $3 219 636  |
| 2 maggio 2019    | Newark       | Stati Uniti   | Prudential Center               | 20 000                                    | $3 219 636  |
| 5 maggio 2019    | Atlanta      | Stati Uniti   | Infinite Energy Arena           | 9 180                                     | $1 518 063  |
| 8 maggio 2019    | Fort Worth   | Stati Uniti   | Fort Worth Convention Center    | 9 107                                     | $1 321 716  |
| Europa           |              |               |                                 |                                           |             |
| 18 maggio 2019   | Amsterdam    | Paesi Bassi   | AFAS Live                       | 5 272                                     | $876 725    |
| 21 maggio 2019   | Manchester   | Regno Unito   | Manchester Arena                | 5 424                                     | $682 256    |
| 22 maggio 2019   | Londra       | Regno Unito   | SSE Arena                       | 9 968                                     | $1 421 480  |
| 24 maggio 2019   | Berlino      | Germania      | Max-Schmeling-Halle             | 10 000                                    | $1 159 480  |
| 26 maggio 2019   | Parigi       | Francia       | Zénith di Parigi                | 7 000                                     | $915 475    |
| 28 maggio 2019   | Barcellona   | Spagna        | Palau Sant Jordi                | 10 000                                    | $1 049 951  |
| Asia             |              |               |                                 |                                           |             |
| 8 giugno 2019    | Macao        | Macao         | Cotai Arena                     | 10 000                                    | $1 648 814  |
| Oceania          |              |               |                                 |                                           |             |
| 13 giugno 2019   | Melbourne    | Australia     | Rod Laver Arena                 | 12 173                                    | $1 191 196  |
| 15 giugno 2019   | Sydney       | Australia     | Qudos Bank Arena                | 14 317                                    | $1 542 850  |
| Asia             |              |               |                                 |                                           |             |
| 12 luglio 2019   | Bangkok      | Thailandia    | IMPACT Arena                    | 30 000                                    | $4 284 344  |
| 13 luglio 2019   | Bangkok      | Thailandia    | IMPACT Arena                    | 30 000                                    | $4 284 344  |
| 14 luglio 2019   | Bangkok      | Thailandia    | IMPACT Arena                    | 30 000                                    | $4 284 344  |
| 4 dicembre 2019  | Tokyo        | Giappone      | Tokyo Dome                      | 50 369                                    | $4 302 670  |
| 4 gennaio 2020   | Osaka        | Giappone      | Kyocera Dome                    | 81 931                                    | $7 220 353  |
| 5 gennaio 2020   | Osaka        | Giappone      | Kyocera Dome                    | 81 931                                    | $7 220 353  |
| 22 febbraio 2020 | Fukuoka      | Giappone      | Fukuoka Dome                    | 38 846                                    | $3 311 234  |
| Totale           | Totale       | Totale        | Totale                          | 472 183                                   | $56 756 285 |

## Cancellazioni
| Data             | Città            | Stato            | Luogo                        | Causa            |
| America del Nord | America del Nord | America del Nord | America del Nord             | America del Nord |
| ---------------- | ---------------- | ---------------- | ---------------------------- | ---------------- |
| 9 maggio 2019    | Fort Worth       | Stati Uniti      | Fort Worth Convention Center | Sconosciuta      |

## Riconoscimenti
- Teen Choice Awards[30]
  - 2019 – Candidatura al Miglior tour dell'estate

- E! People's Choice Awards[31]
  - 2019 – Tour dell'anno